# Montserrat Ubach Tarrés
Montserrat Ubach Tarrés (Manresa), es una espeleóloga española, licenciada en Filosofía y Letras (Psicología) por la Universidad de Barcelona y periodista especializada en naturaleza. En octubre de 1961 siendo aun una niña y acompañada de su madre, hace el primer cursillo de espeleología organizado por el Centro Excursionista de la Comarca del Bages de Manresa y allí nace su vocación por este deporte-ciencia.

## Trayectoria
Montserrat Ubach Tarrés es una espeleóloga pionera, es una de las exploradoras subterráneas más reconocidas de la Espeleología catalana. En 1963 acompañada de sus padres, explora por primera vez la sima que durante 15 años será la más profunda de Cataluña y durante 20 años la más profunda del mundo en terreno de conglomerado. Los compañeros de los nuevos grupos de espeleología, procedentes de varias entidades excursionistas de Cataluña que intervinieron en la exploración y el estudio de la sima, la bautizaron con su nombre: Sima Montserrat Ubach.
En el transcurso de más de cinco décadas de actividad espeleológica, ha organizando y/o participado en campañas en los cinco continentes y explorado grandes cavidades subglaciares, volcánicas y tropicales.
Ha sido miembro del EDES del Centro Excursionista de la Comarca del Bages de Manresa, y es fundadora y presidenta del Instituto Catalán de Espeleología y Ciencias del Karst (ICEK) y coordinadora del área de cuevas y simas de la Red Ibérica de Espacios Geomineros
Alumna del primatólogo Jordi Sabater Pino a la Facultad de Psicología de la Universidad de Barcelona, está especializada en el comportamiento de los pequeños primates. Desde 1986 trabaja con titís y tamarins. 
Es la fundadora de la ONG Darwin. Preservación de Titís y Tamarins y dirige su santuario de primates reconocido como Centro oficial de rescate CITES. 
Es directora de la revista Darwin News y de Darwin TV y autora de libros de temáticas animalistas, excursionistas y espeleológicas.
El 1992 inicia la etapa de activismo en defensa de los derechos de los animales a través de la Federación de Entidades pro Derechos de los Animales y la Naturaleza (FEDAN). Ha sido la representante de las entidades animalistas de Cataluña en la Comisión de Experimentación Animal de la Generalitat de Cataluña, práctica con la cual se ha mostrado siempre muy crítica.

## Premios y reconocimientos
- La sima más profunda de Cataluña lleva su nombre, Sima Montserrat Ubach.[6]
- Lleva su nombre el Geotrechus (Geotrechidius) Ubachi, una especie de coleóptero cavernícola encontrado al Solsonès, que el Museo de Zoología de Barcelona le dedicó.[14]
- Ha sido galardonada con el Ángel de Plata de la Federación de Entidades Excursionistas de Cataluña,
- Medalla al Mérito Deportivo de la ciudad de Manresa,
- Premio de la Fundación Española de la Vocación
- Medalla de Plata de la Federación Catalana de Espeleología.